# Ẹ
Das Ẹ (kleingeschrieben ẹ) ist ein Buchstabe des lateinischen Schriftsystems. Er besteht aus einem E mit Unterpunktakzent.
Der Buchstabe wird in Lillooet sowie in Edo für einen ungerundeten halboffenen Vorderzungenvokal (IPA: ɛ) verwendet, der einem deutschen Ä entspricht. In Yoruba wird der Buchstabe häufig anstelle des offiziell verwendeten E mit Strich darunter (E̩) für denselben Laut verwendet. Der Buchstabe wird außerdem in der vietnamesischen Sprache benutzt, wo er den Buchstaben E im sechsten Ton (tief gebrochen) darstellt.

## Darstellung auf dem Computer
Unicode enthält das Ẹ an den Codepunkten U+1EB8 (Großbuchstabe) und U+1EB9 (Kleinbuchstabe). In den Zeichenkodierungen ASCII und ISO 8859 kommen weder der Punkt darunter noch der fertige Buchstabe Ẹ vor.